# 科索沃波莫拉夫列区
科索沃波莫拉夫列区是1992年至1999年间塞尔维亚科索沃和梅托希亚自治省的一个行政区，行政中心为格尼拉内。在此期间科索沃是塞尔维亚的一部分。科索沃于2008年宣布独立。此地区人口为217,726。科索沃波莫拉夫列与科索沃和梅托希亚自治省其他行政区一道被转移至联合国管理，并于此后被塞尔维亚接受。2000年联合国在科索沃进行了行政区划改革，将此地区重新命名为格尼拉內區，但不被塞尔维亚承认。

## 市镇
科索沃波莫拉夫列区的范围包括4个市镇：
- 卡梅尼察
- 新布尔多
- 格尼拉内
- 维蒂纳